# Lui est un fameux ténor
Pour plus de détails, voir Fiche technique et Distribution.
Lui est un fameux ténor (The Non-Stop Kid) est un film américain réalisé par Gilbert Pratt, sorti en 1918.

## Fiche technique
- Titre : Lui est un fameux ténor
- Titre original : The Non-Stop Kid
- Réalisation : Gilbert Pratt
- Production : Hal Roach
- Pays d'origine : États-Unis
- Format : Noir et blanc - 1,33:1 - Film muet
- Genre : comédie
- Date de sortie : 1918

## Distribution
- Harold Lloyd : Harold
- Snub Pollard : Snub
- Bebe Daniels : Miss Wiggle
- Sammy Brooks